# Squalius carolitertii
El bordallo, escalo o gallego (Squalius carolitertii) es una especie de pez dulceacuícola de la familia Cyprinidae en el orden de los Cypriniformes. Su epíteto específico está dedicado a Carlos III: caroli de Carolus y tertii de tercero.
Los machos pueden llegar alcanzar más de 25 cm de longitud total. (Véase también la foto).

## Distribución
El bordallo, Squalius carolitertii (Doadrio, 1988), es un pequeño ciprínido endémico que habita los ríos de la península ibérica incluyendo las cuencas de los ríos Duero, Mondego, Lima, Miño y Lérez. Recientemente, varios investigadores han encontrado que esta especie también habita en las partes altas del río Alberche (afluente del Tajo) y en el río Oitavén (afluente del río Verdugo).
El bordallo también está presente en la cuenca del Guadiana y muchos de sus afluentes, donde se encuentra en franca recesión.

## Alimentación
El bordallo es un pez omnívoro que se alimenta predominante de invertebrados acuáticos, siendo frecuente la presencia de ninfas de Baetis spp. en sus estómagos, aunque también los detritos son un componente alimentario muy importante en la dieta. Por otra parte, en el bordallo, como en muchas otras especies de peces, normalmente hay un cambio en la composición de la dieta durante la vida de los peces, y estos cambios de dieta relacionados con la edad se pueden producir a tres niveles diferentes: (1) la frecuencia de presencia de detritos disminuye con la edad de los peces; (2) la selección del alimento cambia con la edad de los peces; y (3) el tamaño medio del alimento aumenta con el tamaño del pez.